# Khloé i Lamar
Khloé i Lamar (ang. Khloé & Lamar) – amerykański reality show wyemitowany po raz pierwszy na kanale E! 10 kwietnia 2011 roku.
Program ukazuje codzienne życie Khloé Kardashian i Lamara Odoma, którzy 27 września 2009 roku zostali małżeństwem. Obecnie trwa produkcja drugiego sezonu show, którego premiera planowana jest na 19 lutego 2012.

## Występują
- Khloé Kardashian Odom – najmłodsza córka Kris Jenner i Roberta Kardashiana.
- Lamar Odom - mąż Khloé. Zawodowy koszykarz, skrzydłowy Dallas Mavericks.
- Rob Kardashian - młodszy brat Khloé. Mieszka wraz z Khloé i Lamarem.
- Malika Haqq - najlepsza przyjaciółka i asystentka Khloé
- Jamie Sangouthai - najlepszy przyjaciel Lamara. Mieszka u Khloé i Lamara, był drużbą na ich ślubie.

## Odcinki

### Sezon 1
| N/o | Tytuł odcinka          | Polski tytuł       | Premiera amerykańska | Widownia amerykańska (w milionach) | Opis odcinka |
| --- | ---------------------- | ------------------ | -------------------- | ---------------------------------- | --- |
| 1   | The Father-In-Law      | Teść               | 10 kwietnia 2011     | 2.538                              | Khloe dokonuje szokującego odkrycia na temat ojca Lamara i żałuje, że namawiała go do odnowienia kontaktów. Lamar dowie się, czy zagra w All Star. |
| 2   | Codependent No More    | Niezależna kobieta | 17 kwietnia 2011     | 2.195                              | Kiedy Lamar ignoruje zachowania leniwego przyjaciela, Khloe bierze sprawy w swoje ręce. Rob zostaje menadżerem żeńskiej grupy BG5.                 |
| 3   | Lamar is a Dirty Boy   | Lamar to świntuch  | 24 kwietnia 2011     | 1.588                              | Khloe zostaje ostro skrytykowana za zbędne kilogramy. Bałaganiarstwo Lamara tak denerwuje Khloe, że postanawia dać mu nauczkę.                     |
| 4   | The Break-Up           | Rozstanie          | 1 maja 2011          | 1.934                              | Malika boi się, że za bardzo pozostaje w cieniu Khloe i postanawia wszystkich zaskoczyć. Rob jest zazdrosny o przyjaźń Lamara i Jamiego.           |
| 5   | Unbreakable            | Niezniszczalni     | 8 maja 2011          | 1.757                              | Lamar proponuje Khloé, aby stworzyli wspólnie perfumy. Khole obawia się, że taka współpraca może zakończyć się kłótnią.                            |
| 6   | The Return of Joe Odom | Powrót Joego Odoma | 15 maja 2011         | 1.75                               | Po spotkaniu z chłopcem chorym na raka Lamar uświadamia sobie, że życie jest krótkie. Zastanawia się, czy nie powinien nawiązać kontaktu z ojcem.  |
| 7   | Jamie 9-1-1            | Jamie 911          | 22 maja 2011         | 1.95                               | Lamar zwalnia Jamiego z funkcji kierownika nowej kolekcji Rich Soil. Rob ma poważne kłopoty z Maliką.                                              |
| 8   | Baby Blues             | Baby Blues         | 30 maja 2011         | 2.50                               | Kris głośno wyraża swoje niezadowolenie, że Khloe nie zachodzi w ciążę. Khloe postanawia zrobić badania. Rob dostaje szokującą wiadomość.          |

### Sezon 2
| N/o | Tytuł odcinka               | Polski tytuł | Premiera amerykańska | Widownia amerykańska (w milionach) | Opis odcinka |
| --- | --------------------------- | ------------ | -------------------- | ---------------------------------- | ------------ |
| 1   | A Fine Bromance             | -            | 19 lutego 2012       | -                                  | -            |
| 2   | Rock-a-Bye Lam Lam          | -            | 20 lutego 2012       | -                                  | -            |
| 3   | Cuffed                      | -            | 4 marca 2012         | -                                  | -.           |
| 4   | No Turkey for Khloé         | -            | 11 marca 2012        | -                                  | -            |
| 5   | PTSD                        | -            | 18 marca 2012        | -                                  | -            |
| 6   | The Trade                   | -            | 1 kwietnia 2012      | -                                  | -            |
| 7   | Alone Star State of Mind    | -            | 8 kwietnia 2012      | -                                  | -            |
| 8   | Under Pressure              | -            | 15 kwietnia 2012     | -                                  | -            |
| 9   | Lamar vs. Lakers            | -            | 22 kwietnia 2012     | -                                  | -            |
| 10  | Family Reunion              | -            | 29 kwietnia 2012     | -                                  | -            |
| 11  | Compulsive Behavior         | -            | 6 maja 2012          | -                                  | -            |
| 12  | The Truth Will Set You Free | -            | 13 maja 2012         | -                                  | -            |